# Albuera (Leyte)
Albuera ist eine philippinische Stadtgemeinde in der Provinz Leyte auf der Insel Leyte. Sie hat 46.332 Einwohner (Zensus 1. August 2015), die in 16 Barangays leben. Die Gemeinde wird als teilweise urban beschrieben und gehört zur dritten Einkommensklasse der Gemeinden auf den Philippinen. Ihre Nachbargemeinden sind Ormoc City im Norden, Baybay City im Süden, Burauen im Osten. Im Westen der Gemeinde liegt die Camotes-See.

## Baranggays
| - Antipolo - Balugo - Benolho - Cambalading - Damula-an - Doña Maria (Kangkuirina) - Mahayag - Mahayahay | - Naga - Poblacion - Salvacion - San Pedro - Seguinon - Sherwood - Tabgas - Talisayan - Tinag-an |